# Health tv
health tv ist eine digitale Gesundheitsplattform mit Sitz in Königstein im Taunus, im Besitz des Krankenhauskonzerns Asklepios. health tv startete im Jahr 2017 als linearer Sparten-Fernsehsender im Kabel- und Satellitenfernsehen. Die bereitgestellten Inhalte sind über verschiedene Kanäle wie YouTube, Social Media und digitale Smart TVs über „FAST-Channels“ (englisch Free Ad-Supported Streaming TV d. h. kostenloses, werbefinanziertes Streaming) verfügbar. health tv hat sich der Aufgabe verschrieben, komplexe Gesundheitsinhalte verständlich zu vermitteln. Mit dem health tv Arzt Andreas Martin und dem Mutterkonzern im Hintergrund produziert health tv Sendungen rund um die Themen Medizin, Bewegung, Lifestyle & Ernährung. 
Das Programm verfolgt nach Angabe des Senders das Ziel, Gesundheitsbewusstsein zu fördern und Menschen dabei zu unterstützen, fundierte Entscheidungen in Bezug auf ihre Gesundheit zu treffen. Die Plattformphilosophie basiert auf dem Konzept Gesundheitsthemen vorzustellen, ohne von der Komplexität der medizinischen Fachsprache überwältigt zu werden.

## Geschichte

Logo bis April 2023

Nach zwei vorherigen Sendern, Deutsches Gesundheitsfernsehen (DGF) und dem Pay-TV-Kanal Focus Gesundheit, die nach zwei bzw. fünf Jahren wirtschaftlich am Ende waren, wurde health TV gegründet, um die alternde Gesellschaft zu bedienen und hier bereits die Altersgruppe 40-plus. Das Fernsehprogramm von health tv startete 2017 mit einer 15-köpfigen Redaktion an den Standorten Hamburg, Köln und Mainz/Wiesbaden. Der Start des Senders verlief mit einem zunächst eingeschränkten Programm eigenproduzierter Sendungen. Er gab an, es sei sein Ziel, damit „Europas größtes Bewegtbild-Gesundheitsportal für allgemeinverständliche Gesundheits- und Medizin-Informationen“ zu werden.  2022 beendete der Sender seine Präsenz im Kabelfernsehen und die Satellitenübertragung.

## Programm
health tv bietet ein breites Spektrum an Gesundheitsinhalten. Das Programm umfasst informative Gesundheitssendungen, Experteninterviews, Betroffenengeschichten, Berichte über medizinische Durchbrüche, Tipps für einen gesunden Lebensstil, Fitnessübungen und Ratschläge zur Ernährung. Zudem konzentriert sich health tv auf die Schwerpunktthemen Kardiologie, Onkologie, Adipositas, Mentale Gesundheit und Prävention. Außerdem gibt es den YouTube-Kanal health tv.

## Produktionen
Aktuelle Produktionen
- Food Facts – Clever kochen mit Sarah Brandner[8]
- Frag Doc Martin mit Andreas Martin über allgemeine medizinische Themen[9]
- Mein Leben mit… z. B. mit Jana Crämer[10]
- Ausgesprochen… z. B. mit Pia und Salvo von „Leben leicht gemacht“[11]
- 21 Fragen… z. B. mit Susanne Steinkraus[12]

Vergangene Produktionen
- Rachs 5€-Küche mit Fernsehkoch und Restauranttester Christian Rach[13]
- Gesund tv mit Annika de Buhr[14]
- B.wegt mit Iris Budowsky[15]
- Deine Retter hautnah in Kooperation mit der Bild-Zeitung[16]

## Empfang
Nach Abschaltung der Satellitenfrequenz ist health tv als digitale Gesundheitsplattform im Smart TV (Zattoo, waipu.tv, Rakuten TV, Xiaomi) und auf YouTube, Facebook und Instagram präsent.